# Esforço de pesca
Esforço de pesca (normalmente representado nos manuais de ciências pesqueiras pela sigla f) é a quantidade de operações ou de tempo de operação das artes de pesca numa determinada pescaria, durante um período determinado.
O esforço de pesca é diferente para cada pescaria e depende do tipo de artes de pesca utilizadas e do nível tecnológico das operações. Assim, na pesca à linha, por exemplo, o f total pode ser representado pelo número total de operações de pesca multiplicado pelo número de anzóis utilizados por todos os pescadores que operaram numa determinada área, durante o período de estudo (semana, mês, ano, ou campanha de pesca; quando o número de anzóis e de tempo no pesqueiro são uniformes, o f pode ser simplificado, contabilizando apenas o número de pescadores envolvidos e os dias de pesca que cada um operou.
Para os biólogos pesqueiros, o f é um índice da mortalidade por pesca (normalmente representado nos manuais pela sigla F), parâmetro indispensável para avaliar o estado de exploração duma pescaria. O f máximo é o nível de exploração que permite obter a captura máxima sustentável duma pescaria. Já para os economistas, o esforço de pesca corresponde aos custos de operação da pescaria; da mesma forma, o f máximo é a despesa necessária para obter a receita ou o lucro máximo que a pescaria pode fornecer.
Para a administração pesqueira, o f traduz o número de barcos ou de operações de pesca associados a determinada pescaria. O controlo do esforço de pesca é uma das formas de gerir uma pescaria, para evitar a sobrepesca.